# Aficiones
Aficiones es el primer álbum de la banda granadina El puchero del hortelano. Fue editado en 2010 por la discográfica Producciones Peligrosas.

## Lista de canciones
1. Las flechas torcidas de Cupido - 4:47
2. De ovejas y corderos - 4:36
3. Naino - 3:11
4. Esperándote - 3:29
5. Canción del triste - 5:07
6. Ministro de sanidad - 3:36
7. Amor postal - 3:34
8. Que me lleva el viento - 1:50
9. Aficiones - 2:51
10. Por no tenerte - 4:43
11. Pareja perfecta - 5:41
12. Bulerias del autobus - 3:40